# Модель "Омбудсман+"
Модель «Омбудсман+» — модель национального превентивного механизма, при которой его мандат выполняется Офисом Омбудсмана совместно с представителями неправительственных организаций и организаций гражданского общества.
Модель «Омбудсман+» функционирует в Армении , Дании , Молдове, Словении, Украине и др. странах.

## Особенности модели «Омбудсман+»
Когда то или иное государство ратифицирует Факультативный протокол к Конвенции ООН против пыток (ФПКПП) , оно берет на себя обязательство не позднее чем через один год создать Национальный превентивный механизм (НПМ) для осуществления регулярных визитов в места несвободы . Результатом этих визитов является предоставление рекомендаций соответствующим органам в целях улучшения обращения с людьми, находящимися в местах несвободы, условий их содержания и предупреждение пыток и других жестоких, бесчеловечных или унижающих достоинство видов обращения и наказания. Кроме того, в функции НПМ входит предоставление предложений и замечаний, касающихся действующего законодательства или законопроектов. Они также должны публиковать годовой отчет по результатам своей деятельности и вопросам предотвращения пыток. Несмотря на то, что цель НПМ во всех государствах одна, моделей функционирования НПМ в мире несколько. Изначально в качестве учреждения, отвечающего за реализацию НПМ, выбирался или назначался определенный государственный орган. Однако неспособность одной институции выполнять требования ФПКПП оказалась существенной проблемой, которая была признана во многих странах и привела другие государства к выбору в качестве НПМ модели «Омбудсман+». Для того чтобы работа НПМ была эффективной, необходимо сформировать доверие к этому институту как со стороны государственных служащих и руководителей мест несвободы, так и со стороны гражданского общества, поэтому процесс создания НПМ должен быть всеобъемлющим и прозрачным, в него должны входить не только государственные служащие, но и представители общественности.
Внедрение модели «Омбудсман+» предполагает, что не только сам Омбудсман будет задействован в процессе мониторинга соблюдения прав человека в местах несвободы, но и гражданские организации, которые, получив от Омбудсмана определенные права для осуществления такого мониторинга, смогут посетить места несвободы и проверить там состояние соблюдения прав человека и затем сообщить в центральный офис, чтобы зафиксировать определенные проблемы, или предоставить местным (или центральным) органам исполнительной власти рекомендации для улучшения ситуации. В то же время общественные организации, которые прошли соответствующий отбор, берут на себя ответственность отбирать и обучать мониторов, регулярно посещать места несвободы, готовить отчеты о мониторинговых визитах и осуществлять другие виды деятельности, предусмотренные соответствующим договором.

## Примеры модели «Омбудсман+»

### Словения
Ярким примером модели «Омбудсман+» является Словения, в которой в 2007 году в качестве НПМ был назначен Омбудсман по правам человека. В качестве дополнения к Омбудсману по вопросам НПМ функционируют 6 общественных организаций: Институт Мира, Информационно-правовой центр неправительственных организаций, Красный Крест Словении, Примус институт, Новый Парадокс и Ассоциация пенсионеров Словении. Команда визитеров состоит из представителя офиса Омбудсмана, членов НПО и независимого эксперта.

### Дания
Осенью 2007 года Датское правительство назначило Парламентского Омбудсмана (ПО) в качестве НПМ. Признавая способность ПО выполнять Функции НПМ, Фолкетинг (датский парламентт) учел, что Реабилитационный и исследовательский центр для жертв пыток (РЦП) и Датский институт прав человека (ДИПЧ) могут обеспечить НПМ специалистами, медиками и экспертами в сфере прав человека. Сотрудничество между ПО, РЦП и ДИПЧ воплотилось в создании Совета ФПКПП и Рабочей группы. Каждая из трех институций может независимо осуществлять обучение, проведение курсов и других видов вспомогательной деятельности по ФПКПП.
Руководство трех институций встречается на регулярной основе — в начале каждого квартала, а затем — каждые полгода для обсуждения и подготовки мероприятий по реализации ФПКПК, ежегодных обсуждений работы НПМ и совместных пресс-релизов. Эта часть сотрудничества называется Совет ФПКПК.
Каждая из трех институций назначает постоянных контактных лиц-исполнителей из числа своего штатного персонала, участвующих в постоянных миссиях НПМ (Рабочая группа ФПКПП) — как в инспекционной деятельности, так и в составлении и предоставлении отчетов и представлений об изменениях и дополнениях законодательства. Штатный персонал ПО функции секретариата для выполнения задач рабочей группой и несет общую ответственность за организацию и проведение мероприятий НПМ .

### Украина
2 октября 2012 года Верховной Радой Украины во втором чтении был принят Закон Украины № 11073 "О внесении изменений в Закон «Об Уполномоченном Верховной Рады Украины по правам человека» (относительно национального превентивного механизма).
Согласно принятому закону, на Уполномоченного возлагаются функции национального превентивного механизма в соответствии с Факультативным протоколом к Конвенции против пыток и других жестоких, бесчеловечных или унижающих достоинство видов обращения и наказания. Для выполнения функций НПМ Уполномоченный привлекает на договорных началах (на платной или бесплатной основе) к регулярным посещениям мест несвободы представителей общественных организаций, экспертов, ученых и специалистов, в том числе иностранных  (недоступная ссылка).

### Казахстан
3 июля 2013 года принят Закон «О внесении изменений и дополнений в некоторые законодательные акты Республики Казахстан по вопросам создания национального превентивного механизма, направленного на предупреждение пыток и других жестоких, бесчеловечных или унижающих достоинство видов обращения и наказания».
На законодательном уровне в качестве НПМ назначен Уполномоченный по правам человека и представители гражданского общества в лице членов общественных наблюдательных комиссий, членов общественных объединений, осуществляющих деятельность  по защите прав, законных интересов граждан,  юристов, социальных работников, врачей. При этом их отбор в качестве участников НПМ будет производиться специальной комиссией при Уполномоченном по правам человека.  
Закон четко определяет роль и задачи Уполномоченного по правам человека как координатора НПМ. Он должен будет утвердить правила отбора участников НПМ, правила подготовки ежегодного консолидированого доклада по итогам превентивных посещений, методические рекомендации для участников по превентивным посещениям
При нем будет действовать Координационный совет участников НПМ.
По результатам каждого превентивного посещения составляется письменный отчет.
На основе таких отчетов Координационный совет будет готовить ежегодный консолидированный доклад участников национального превентивного механизма, в который включаются:рекомендации уполномоченным государственным органам по улучшению условий содержания и предупреждению пыток и других жестоких, бесчеловечных или унижающих достоинство видов обращения и наказания; а также предложения по совершенствованию законодательства Республики Казахстан.

## «Омбудсман+» — преимущества
1. Не нуждается в создании нового органа, что всегда связано со значительными бюджетными затратами.
2. Не требует дополнительного расширения мандата. Функции НПМ органически интегрируются в уже существующую деятельность Омбудсмана.
3. Обеспечивает больший охват различных категорий мест несвободы в различных территориальных центрах.
4. Позволяет обеспечить дополнительную объективность и независимость благодаря привлечению агентов гражданского общества (НПО, экспертов).
5. Возможность задействовать дополнительные знания о местах несвободы и в целом о правах человека, которыми обладают представители НПО.
6. Вовлечение организаций гражданского общества в НПМ дает им возможность предоставлять дополнительную информацию Омбудсману, он может использовать контакты и связи, которые общественные организации могут иметь с соответствующими государственными органами.
7. Еще одним преимуществом для Омбудсмана является сотрудничество с организациями, которые пользуются значительным уважением в обществе и которые воспринимаются как независимые.
8. С точки зрения общественных организаций, формальное участие в НПМ может означать, что их взгляды будут иметь больший вес и что они будут отражены в официальных документах НПМ .

## «Омбудсман+» — возможные риски
1. Проблемы рекрутинга мониторов. Ограниченный набор потенциальных НПО, компетентных для сотрудничества, не говоря уже о тех, которые будут участвовать и представлять собой качественное дополнение к Омбудсману.
2. Недостаток специализации и квалификации отдельных представителей НПО в определенных сферах, например, из-за постоянно меняющегося состава участников для одной и той же категории мест несвободы.
3. Доверие к НПО. Тесная связь или включенность общественной организации в назначенный/установленный законом орган может влиять на то, как организация воспринимается другими и насколько её независимость поставлена под сомнение.
4. Отсутствие единой позиции общественных организаций по поводу работы НПМ. Существует угроза несогласованности действий различных неправительственных организаций, что может подорвать доверие к деятельности Национального превентивного механизма в целом.